# Rowdy Gaines
Ambrose „Rowdy” Gaines (ur. 17 lutego 1959 w Winter Haven) – amerykański pływak. Wielokrotny medalista olimpijski z Los Angeles.
Specjalizował się w stylu dowolnym. Znajdował się w reprezentacji na IO 80, jednak Amerykanie zbojkotowali igrzyska w Moskwie i na olimpiadzie zadebiutował 4 lata później. W Los Angeles zdobył trzy złote medale (w tym na 100 metrów kraulem). Wielokrotnie bił rekordy świata. Na mistrzostwach świata zdobył łącznie pięć medali (w 1978 i 1982), w tym pięć złotych. Pracuje jako komentator telewizyjny.

## Starty olimpijskie
Los Angeles 1984
- 100 m kraulem, 4 × 100 m kraulem, 4 × 100 m stylem zmiennym - złoto